# San Piero Patti

Ubicació de San Piero Patti dins de la província

San Piero Patti (sicilià San Pieru Patti) és un municipi italià, dins de la ciutat metropolitana de Messina. L'any 2009 tenia 3.208 habitants. Limita amb els municipis de Librizzi, Montalbano Elicona, Patti, Raccuja, Sant'Angelo di Brolo i Floresta.

## Administració
| Període | Identitat       | Partit        |
| ------- | --------------- | ------------- |
| 2006-   | Ornella Trovato | Llista cívica |